# Izvoarele Mihăiesei
Izvoarele Mihăiesei este o arie protejată de interes național  ce corespunde categoriei a IV-a IUCN (rezervație naturală de tip mixt), situată în județul Bistrița-Năsăud, pe teritoriul administrativ al comunei Maiere, satul Anieș.

## Localizare
Aria naturală se află în extremitatea central-nordică a județului Bistrița-Năsăud (la poalele sudice ale Munților Rodnei), în partea nordică a satului Maieru, în apropierea drumului național DN17D, care leagă orașul Beclean de satul Cârlibaba, Suceava.

## Descriere

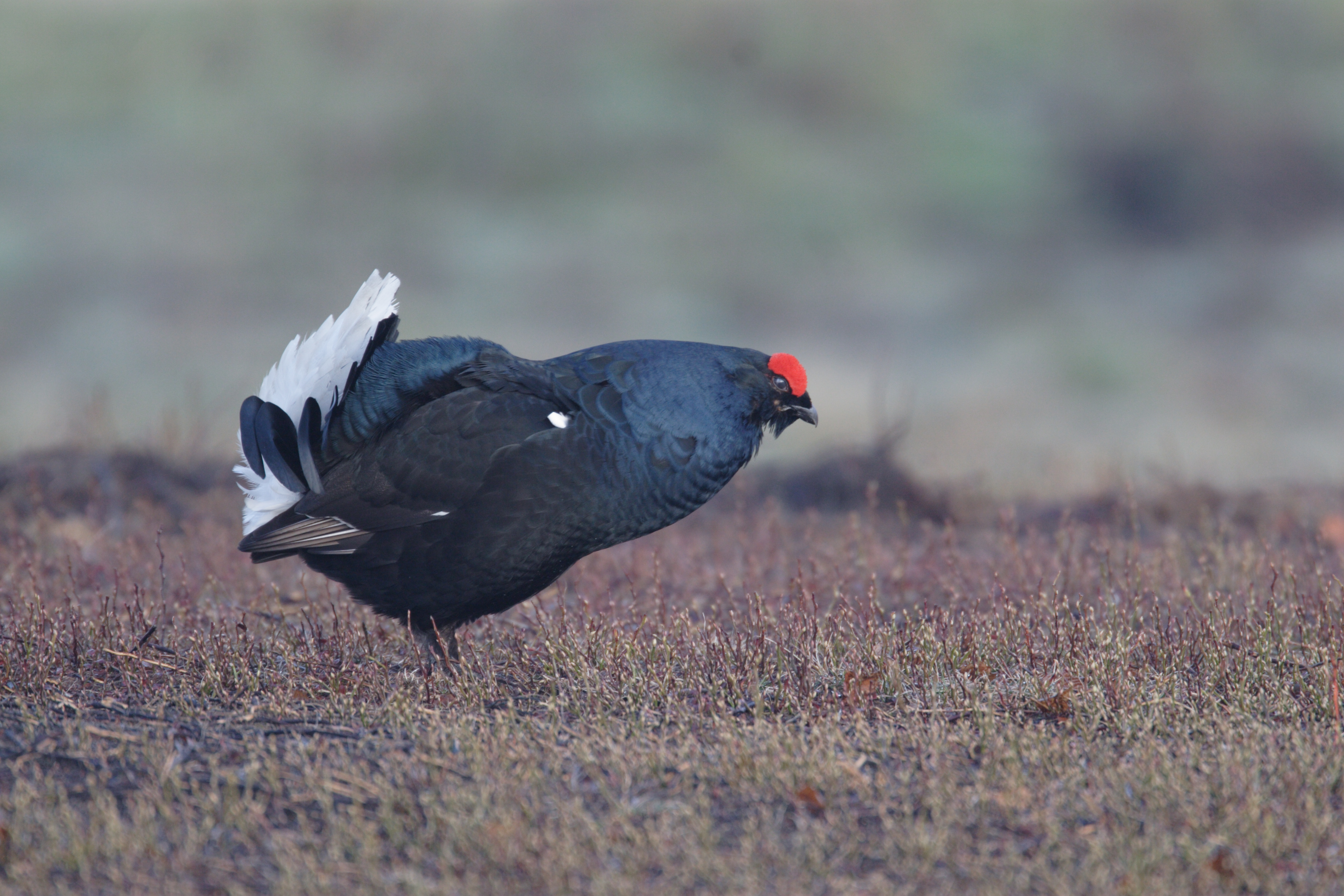
Cocoş de mesteacăn (Lyrurux tetrix)

Rezervația naturală inclusă în Parcul Național Munții Rodnei, a fost declarată arie protejată prin Legea Nr. 5 din 6 martie 2000 publicată în Monitorul Oficial al României Nr. 152 din 12 aprilie 2000 (privind aprobarea planului de amenajare a teritoriului național - Secțiunea a III-a -  arii protejate) și se întinde pe o suprafață de 50 de hectare.
Aria protejată aflată pe versantul sudic al Munților Rodnei, în zona de obârșie a pârâului Mihăiasa, reprezintă o zonă constituită din roci cristaline (Masivului Mihăiasa - 1.804 m, Stânca Iedului, Bujdeie), acoperită parțial cu pădure de molid (Picea abies), pâlcuri de mesteacăn (Betula), poieni și fânețe. Rezervația găzduiește și asigură condiții de cuibărire pentru cocoșul de mesteacăn (Lyrurus tetrix), o specie de pasăre care face parte din familia fazanilor (Phasianidae).  

## Atracții turistice
În vecinătatea rezervației naturale se află mai multe obiective de interes turistic (lăcașuri de cult, monumente istorice, muzee, arii protejate, zone naturale), astfel:
- Biserica ortodoxă „Sf. Cuvioasă Parascheva” din satulk Maieru, construcție 1817-1818, monument istoric
- Ansamblul bisericii „Sf.Mare Mucenic Gheorghe” din satul Rodna, construcție secolul al XIII-lea, monument istoric
- Biserica romano-catolică din secolul al XVIII-lea, satul Rodna
- Biserica ortodoxă din satul Rodna
- Statuia Lupa Capitolina din satul Maieru
- Muzeul Etnografic și al Mineritului din satul Rodna
- Casă țărănească de lemn din satul Leșu, construcție secolul al XIX-lea, monument istoric
- Izvoarele minerale de la Anieș
- Rezervația naturală Poiana cu narcise de pe Masivul Saca (5 ha)
- Peștera din Valea Cobășelului
- Vârful Ineu, Munții Rodnei
- Valea Anieșului Mare